# دارژنکو
دارژنکو (به لهستانی:  Darżynko) یک روستا در لهستان است که در گمینا پوتنگووو واقع شده‌است. دارژنکو ۳۹ نفر جمعیت دارد.